# Oleg Hodkov
Oleg Viktorovič Hodkov (rusko Олег Викторович Ходьков), ruski rokometaš, * 5. april 1974.
Leta 2000 je na poletnih olimpijskih igrah v Sydneyju v sestavi ruske reprezentance osvojil zlato olimpijsko medaljo.